# Maʿale Adummim
Maʿale Adummim oder Ma’aleh Adumim, offiziell Maale Adummim (hebräisch מעלה אדומים), ist eine Stadt und israelische Siedlung in Judäa bzw. im besetzten Westjordanland. Sie wurde 1975 gegründet, sieben Kilometer östlich von Jerusalem auf einem Hochplateau.
Maʿale Adummim ist mit 37.505 Einwohnern (Stand: Januar 2022), die hauptsächlich in Jerusalem arbeiten, die drittgrößte israelische Siedlung im Westjordanland. Ende 2016 betrug die Einwohnerzahl 37.670. Sie liegt 6 bis 15 Kilometer östlich der Grünen Linie und befindet sich westlich der israelischen Sperranlage.

## Name
Maʿale Adummim, deutsch Anstieg der Roten [Felsen] wegen der rötlichen Färbung der Felsen, hat seinen Namen nach einem in der hebräischen Bibel im Buch Josua erwähnten Anstieg oder Pass an der Grenze der Gebiete der Stämme Juda und Benjamin (Jos 15,7  und 18,17 ).

## Rechtlicher Status
Nach Auffassung der israelischen Regierung gehört Maʿale Adummim zu den Siedlungen, die innerhalb Israels verbleiben müssen, sollte es zu einer Friedenslösung mit den Palästinensern kommen. Die entsprechende Forderung der israelischen Regierungen in den Verhandlungen über eine Zwei-Staaten-Lösung wurde von mehreren amerikanischen Präsidenten unterstützt, so auch von Bill Clinton im Jahr 2000.
Der Europäische Gerichtshof entschied am 25. Februar 2010, dass auf den Import von in Maʿale Adummim hergestellten Waren Zoll zu erheben sei. In dem vom Finanzgericht Hamburg vorgelegten Fall hatte die Firma Brita in Maʿale Adummim gefertigte Flaschen von Soda-Club als israelische Produkte deklariert und damit zollfrei einführen wollen. Das Zollamt Hamburg verweigerte dies, Brita zog dagegen erfolglos vor Gericht. Aus dem Urteil können Rückschlüsse auf die völkerrechtliche Bewertung der israelischen Siedlungspolitik durch die Europäische Union gezogen werden.
In dem vom Ehud Olmert 2006 vorgestellten Konvergenz-Plan gehörte Maʿale Adummim zu den großen jüdischen Siedlungsarealen jenseits der Grünen Linie, die Israel für sich beansprucht und im Falle eines Friedensvertrags mit den Palästinensern an Israel angegliedert werden sollten. Im Gegenzug war Olmert zur Aufgabe kleinerer Siedlungen bereit. Der Plan wurde von der Palästinensischen Autonomiebehörde abgelehnt.
Ende Mai 2016 wurde eine Umfrage veröffentlicht, nach der 77,9 % der jüdischen Israelis eine Annexion von Maʿale Adummim befürworten und lediglich 16,3 % die Übertragung dieses Status auf die Stadt ablehnen.
Donald Trumps Friedensplan von 2020 sah ebenfalls die Angliederung von Maʿale Adummim an Israel vor. Der Plan wurde von der Palästinensischen Autonomiebehörde ebenfalls abgelehnt.

## Geschichte
Maʿale Adummim war ursprünglich ein Nahal-Außenposten und wurde als Siedlung Ende 1975 mit 23 Familien gegründet. 1979 erhielt sie eine eigene Gemeindeverwaltung, 1991 zählte sie rund 15.000 Einwohner und wurde zur Stadt erhoben.

## Geographie

Das palästinensische Gouvernement Jerusalem in dem Maʿale Adummim liegt

Maʿale Adummim liegt auf einer Höhe von 450 Metern über dem Meeresspiegel umgeben von der judäischen Wüste, östlich der palästinensischen Städte Abu Dis und al-Eizarijah und 7 Kilometer östlich von Jerusalem. Die Siedlung liegt an der schmalsten Stelle des Westjordanlands, das sie entzweischneidet, 13 Kilometer von der jordanischen Grenze entfernt. An ihrem westlichen Ende ist sie 6 Kilometer von der Grünen Linie entfernt, am östlichen Ende 15 Kilometer. Maʿale Adummim ist mit Jerusalem und Tel Aviv durch die Haupt-Landesstraße 1 (hebräisch כְּבִישׁ אַרְצִי רָאשִׁי 1 Kvīsch Artzī Rāschī 1, deutsch ‚Haupt-Landesstraße ‘) verbunden.

## Bevölkerung
Die Bevölkerung Maʿale Adummims besteht mehrheitlich aus säkularen jüdischen Israelis, für die die günstigen Wohnungspreise und die Nähe zu Jerusalem ausschlaggebend sind. Die Planer versprechen einen bequemen Lebensstil, bei dem Bewohner nie mehr als 250 m Fußweg von der Wohnung zu Läden und Infrastrukturen zurücklegen müssen.
1991 zählte Maʿale Adummim 15.000 Einwohner, im Jahr 2000 knapp 25.000 und im Jahr 2004 stieg die Bevölkerung erstmals über 30.000. Ende 2010 betrug sie 35.673.
Das israelische Zentralbüro für Statistik gibt bei den Volkszählungen vom 4. Juni 1983, 4. November 1995 und vom 28. Dezember 2008 für  Maʿale Adummim folgende Einwohnerzahlen an:

| Jahr der Volkszählung | 1983 | 1995   | 2008   |
| Anzahl der Einwohner  | 5380 | 19.300 | 33.821 |

## Projekt E-1
Der von Ariel Scharon vorgestellte Plan E-1 sieht vor, das Gebiet zwischen Maʿale Adummim und Jerusalem zu bebauen und so die Siedlung mit Jerusalem zu verbinden. Der Plan wurde von der Palästinensischen Autonomiebehörde, aber auch von US-Außenministerin Condoleezza Rice und Präsident George W. Bush und anderen kritisiert. Deshalb verzichtete Scharon auf die Bebauung. Die Obama-Regierung bezeichnete das Projekt E-1 als Gefahr für die Zwei-Staaten-Lösung.
Inzwischen wurden Vorarbeiten in einem geschätzten Umfang von 40 Millionen Euro durchgeführt, beispielsweise wurde eine Umgehungsstraße gebaut sowie eine Polizeistation in dem Gebiet errichtet.
Im August 2025 kündigte der israelische Finanzminister Bezalel Smotrich die Wiederaufnahme des seit 2012 auf Eis liegenden Projekts an und erteilte die Genehmigung für die Errichtung von 3.400 Häusern. Bezalel Smotrich erklärte, dieser Schritt "begräbt endgültig die Idee eines palästinensischen Staates". Hintergrund: von November 1988 bis August 2025 hatten 147 Mitgliedstaaten der Vereinten Nationen den Staat Palästina anerkannt. Einige weitere Staaten, darunter Frankreich, hatten eine Anerkennung für September 2025 angekündigt. 

## Landfrage
Die israelische Friedensorganisation Schalom Achschaw veröffentlichte im November 2006 eine Studie, wonach 86,38 Prozent des Bodens von Maʿale Adummim palästinensischer Privatbesitz seien und daher dort nach israelischem Recht nicht hätte gebaut werden dürfen. Die israelfreundliche US-Nichtregierungsorganisation Committee for Accuracy in Middle East Reporting in America (CAMERA) warf daraufhin Schalom Achschaw eine Reihe von Fehlern vor und kam anhand von Akten des israelischen Militärs, die durch eine Petition von Schalom Achschaw herausgegeben werden mussten, zu dem Schluss, dass nur 0,5 % von Maʿale Adummim auf privatem palästinensischen Land gebaut worden seien, woraufhin auch Schalom Achschaw seine Zahlen korrigieren musste. Laut CAMERA handle es sich in allen beanstandeten Fällen um Land in staatlichem Eigentum, für das eingeschränkte private Nutzungsrechte bestanden hätten, und nicht um Privateigentum.

## Bilder aus Maʿale Adummim

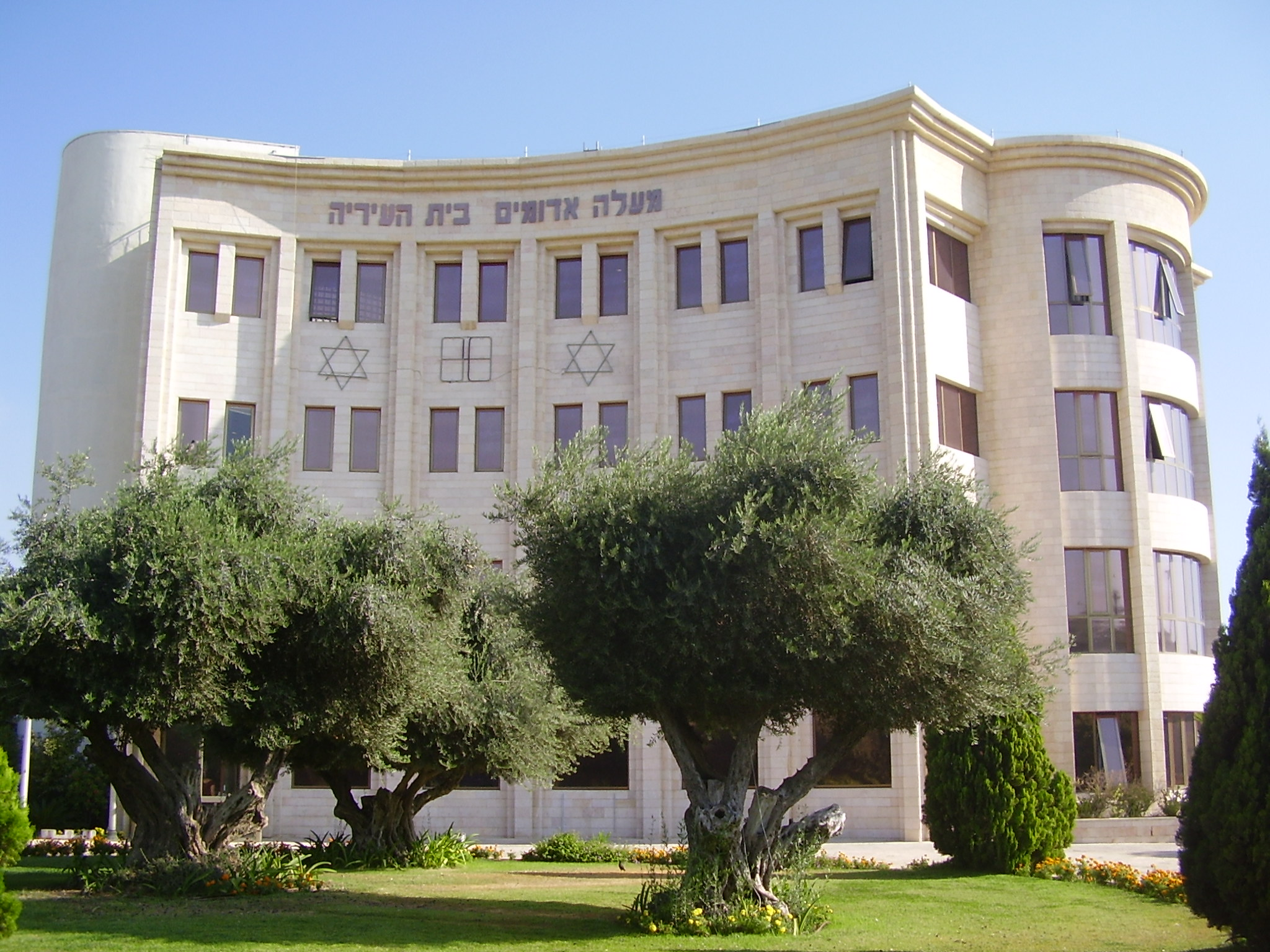
Rathaus
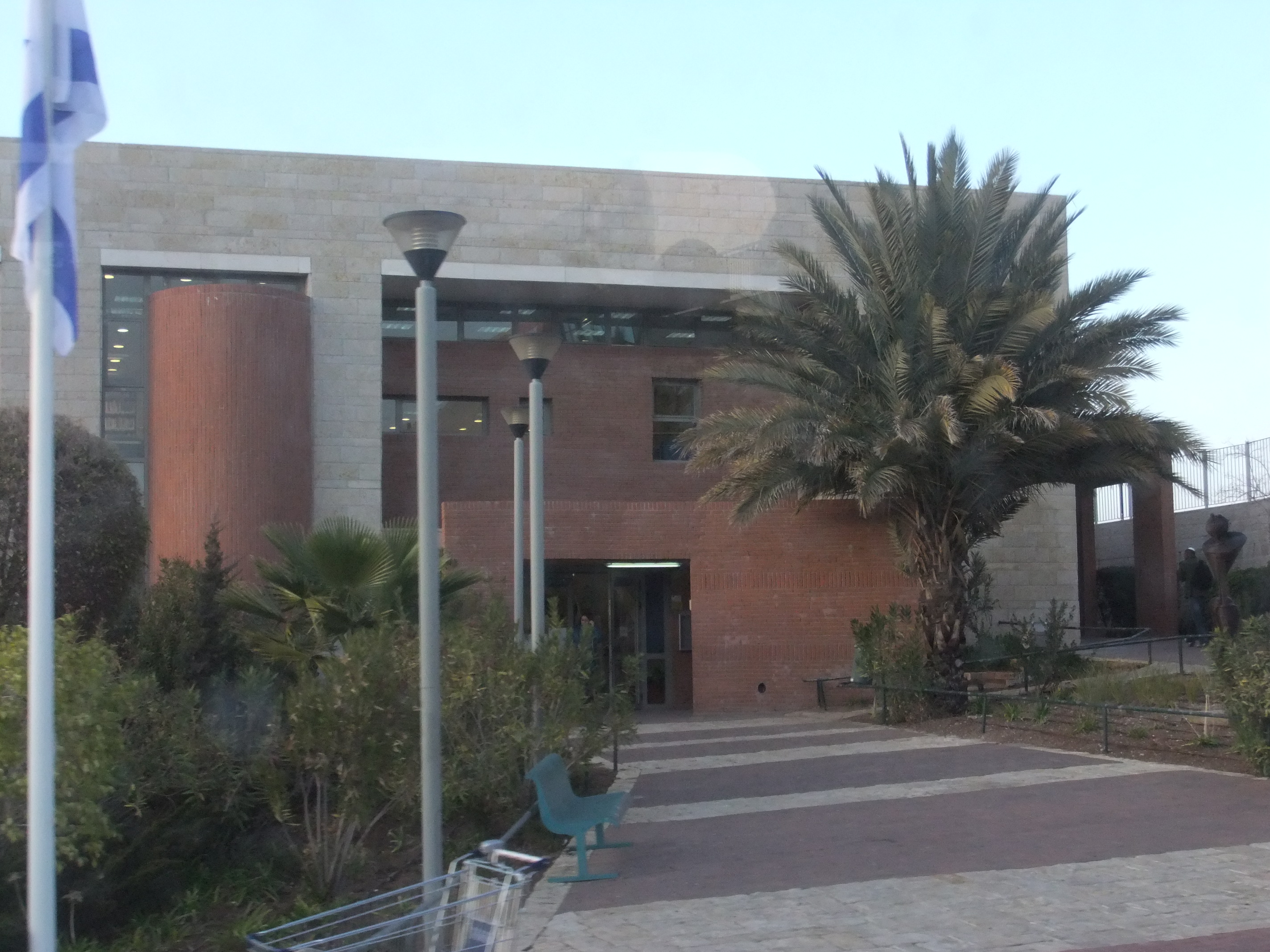
Stadtbibliothek
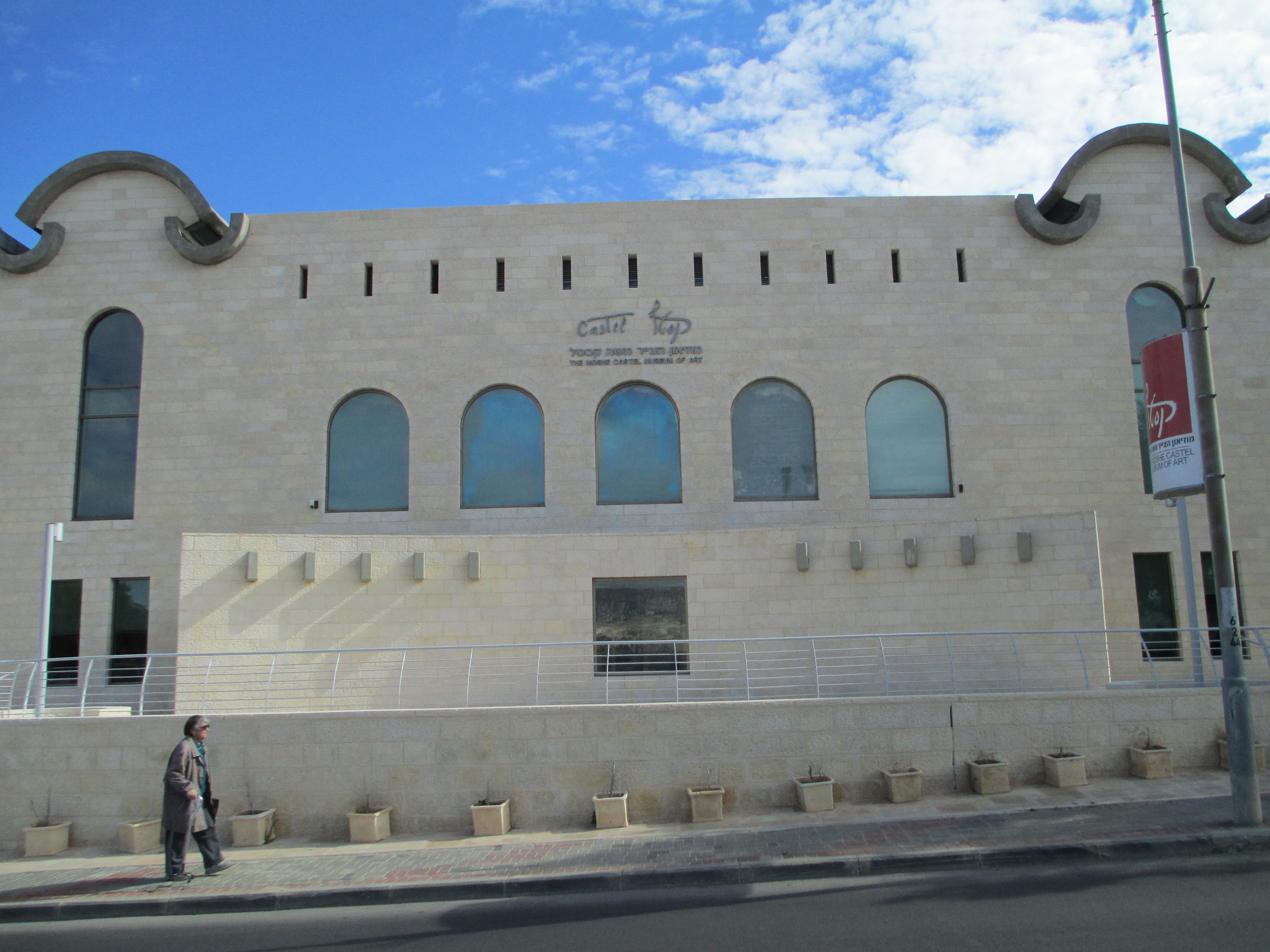
Moshe-Castel-Kunstmuseum
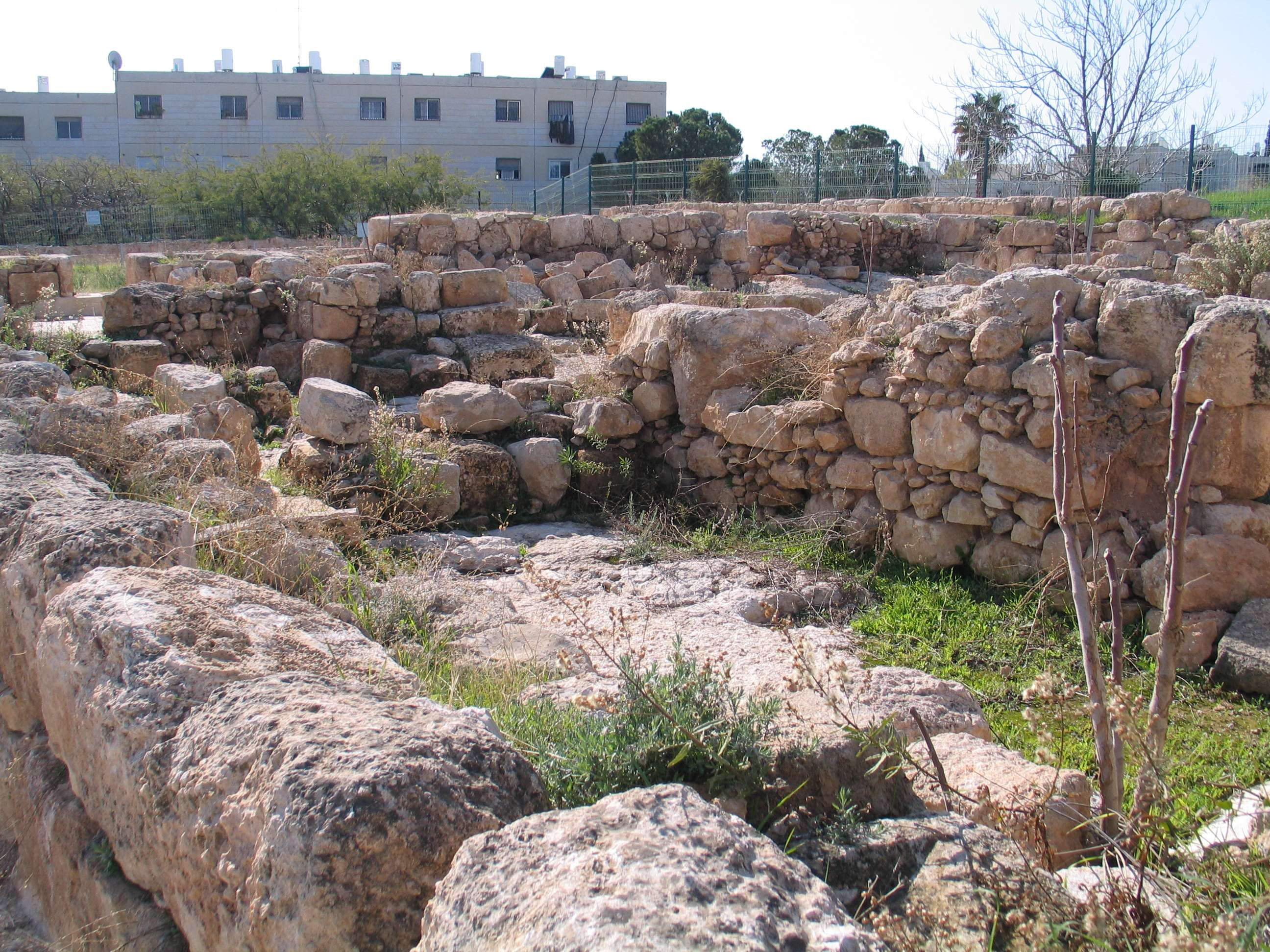
Ruinen eines christlichen Klosters aus dem 5. Jahrhundert n. Chr.